# 特雷维亚克
特雷维亚克（法語：Trévillach，法語發音：[tʁevijak] ⓘ）是法国东比利牛斯省的一个市镇，属于普拉德区。

## 地理
特雷维亚克（42°42'31"N, 2°31'49"E）面积17.24 平方千米，位于法国奧克西塔尼大區东比利牛斯省，该省份为法国大陆部分最南部的省份，涵盖了北加泰罗尼亚，北起奥德省，西接阿列日省和安道尔，南与西班牙接壤，东临地中海。
与特雷维亚克接壤的市镇（或旧市镇、城区）包括：普拉茨德苏尔尼亚、佩济亚德孔夫朗、特里亚、卡拉马尼、蒙塔尔巴堡、罗代斯、塔雷拉克、康普西、苏尔尼亚。
特雷维亚克的时区为UTC+01:00、UTC+02:00（夏令时）。

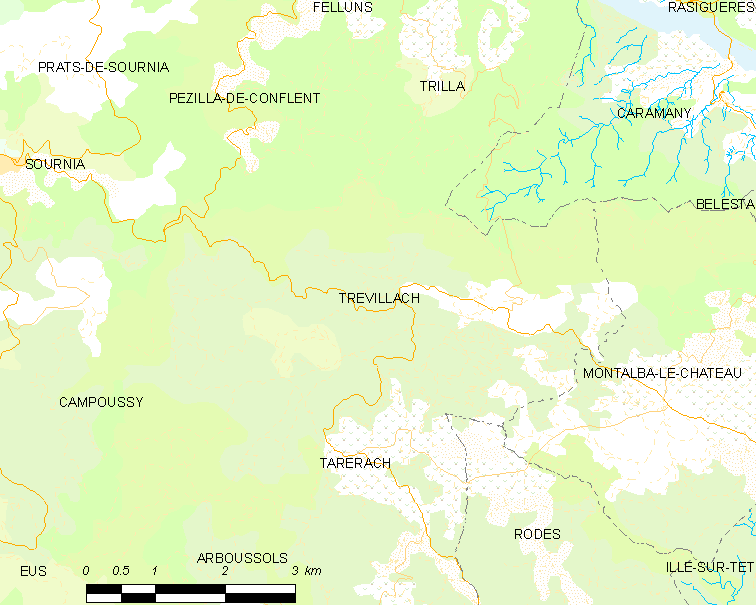
特雷维亚克的OSM定位图

## 行政
特雷维亚克的邮政编码为66130，INSEE市镇编码为66215。

## 政治
特雷维亚克所属的省级选区为阿格利河谷县。

## 人口

1962-2008年间特雷维亚克人口变化图示

特雷维亚克于2022年1月1日时的人口数量为188人。